# Czesława Nowak
Czesława Nowak, z d. Dominiak (ur. 20 lipca 1945) – polska lekkoatletka, sprinterka, mistrzyni, rekordzistka i reprezentantka Polski.

## Kariera sportowa
Była zawodniczką ŁKS Łódź.
Na mistrzostwach Polski seniorek na otwartym stadionie zdobyła pięć medali: trzy złote w biegu na 400 metrów (1967, 1968, 1970(, srebrny w biegu na 400 metrów w 1965 oraz srebrny w biegu na 800 metrów w 1967. 
Reprezentowała Polskę w zawodach Pucharu Europy w lekkoatletyce w 1967 (w półfinale 3. miejsce w bieg na 400 metrów, z czasem 55,1, w finale 4. miejsce w biegu na 400 metrów, z wyrównanym rekordem Polski 54,8) oraz Pucharu Europy w Lekkoatletyce w 1970, zajmując w sztafecie 4 x 400 metrów 2. miejsce w półfinale, z czasem 3:37,4 i 5. miejsce w finale, z czasem 3:39,5.
W 1967 dwukrotnie poprawiała rekord Polski w biegu na 400 metrów: 10 czerwca uzyskała wynik 55,3, 27 czerwca osiągnęła rezultat 54,8, który wyrównała 15 września 1967. W 1970 dwukrotnie poprawiała rekord Polski w sztafecie 4 x 400 metrów (3:36,9 - 28.06.1970, 3:36,5 - 13.09.1970).
Rekord życiowy na 400 metrów – 54,6 (19.06.1970).